# Philippe Maurice
Philippe Maurice, född 15 juni 1956 i Paris, är en fransk mördare, yrkesbrottsling och historiker specialiserad på medeltiden. Maurice dömdes ung till ett fängelsestraff 1977 för förfalskning. Under en villkorlig frigivning två år senare avvek han och begick två bankrån, under vilken han dödligt sårade en polis i skottväxling. Maurice dömdes den 28 oktober 1980 till döden för mord, en dom som bekräftades 19 mars följande år av kassationsdomstolen, den högsta brottmålsdomstolen i Frankrike. Domen var, fastän ytterligare sju (den siste mot Jean-Michel Marx i Paris den 28 september 1981) utfärdades av underrätter, den sista att vinna laga kraft som utfärdades i Frankrike, Västeuropa och EU (undantaget ett antal domar under brittisk och irländsk jurisdiktion av närmast symbolisk betydelse) men kom aldrig att verkställas. I februari, veckor före överklagandet misslyckades, genomförde Maurice ett dramatiskt flyktförsök från högsäkerhetsfängelset i Fresnes, vid tidpunkten det enda som var utrustat med en giljotin. Hans advokat Brigitte Hammerlin, som smugglade in en revolver för ändamålet, dömdes till fängelse för medhjälp. Maurices förmenta obotliga livsstil blev under valkampanjen under våren slagträ i den starkt kontroversiella frågan om giljotinens vara och icke vara. President Giscard förklarade i mars att nåd inte skulle beslutas förrän efter valet.
Sedan François Mitterrand besegrat Giscard i presidentvalet och installerats i maj - Mitterrand hade under valkampanjen förklarat sig som motståndare villig att avskaffa dödsstraffet ur straffrätten, vilket efter Socialistpartiets seger i parlamentsvalet kom att bli en realitet - omvandlades Maurices dödsdom till livstids fängelse. Under fängelsetiden bedrev han högre studier och avlade 1995 doktorsexamen i medeltida historia vid universitetet i Tours. Han frisläpptes villkorligt 1999 och knöts 2002 till École des hautes études en sciences sociales (EHSS), där han undervisar. 